# کونیگال
کونیگال (به انگلیسی: Kunigal) یک زیستگاه انسانی در هند است که در ناحیه تومکور واقع شده‌است.

## خصوصیات
کونیگال ۳۰٬۲۹۱ نفر جمعیت دارد و ۷۷۳ متر بالاتر از سطح دریا واقع شده‌است.